# ویکتور یکم

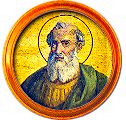

پاپ ویکتور یکم (به انگلیسی: Pope Victor I) یکی از پاپ‌های کلیسای کاتولیک رم بود که در آفریقای شمالی زاده شد و بین سال‌های ۱۸۹ تا ۱۹۹ میلادی پاپ بود.
گمان می‌رود که او از تبار بربر بوده و در دورانی که مسیحیت در امپراتوری روم غیرقانونی بود و مسیحیان به دلیل نپذیرفتن و پرستش خدایان رومی گهگاه تحت آزار و اذیت قرار می‌گرفتند، مسئولیت کلیسای کاتولیک را برعهده داشته است.

## عید پاک
او بیش از هر چیز به خاطر تضمین این که مسیحیان عید پاک را در روز یکشنبه جشن بگیرند، شناخته می‌شود. در سده ۲ (میلادی) برخی گروه‌های مسیحی در استان آسیا عید پاک را همزمان با عید پسح یهودیان جشن می‌گرفتند که ممکن بود در هر روزی از هفته باشد. اما مسیحیان ساکن در بخش غربی امپراتوری روم باور داشتند که رستاخیز مسیح در روز یکشنبه رخ داده است. بنابراین عید پاک باید همیشه در روز یکشنبه جشن گرفته شود. این موضوع در آن هنگام به جنجال تبدیل شده بود زیرا پرسشی را درباره پیروی مسیحیان از آیین‌های یهودی مطرح می‌کرد. ویکتور یکم برای حل این موضوع نخستین گردهمایی رهبران کلیسا را برگزار کرد. تحت رهبری او روز یکشنبه به عنوان روز عید پاک برگزیده شد. ویکتور یکم اسقف‌هایی را که از پذیرش خواسته او خودداری می‌کردند تکفیر می‌کرد.

## زبان لاتین
ویکتور یکم زبان لاتین را به عنوان زبان رسمی کلیسای کاتولیک تعیین کرد. تا پیش از آن زبان یونانی باستان زبان اصلی آیین‌های دینی و رسمی کلیسا بود. خود او به زبان لاتین می‌نوشت و سخن می‌گفت. زیرا این زبان در آن هنگام زبانی رایج در شمال آفریقا بود.